# Timonius nudiceps
Timonius nudiceps är en måreväxtart som beskrevs av Theodoric Valeton. Timonius nudiceps ingår i släktet Timonius och familjen måreväxter. Inga underarter finns listade i Catalogue of Life.